# Xiuhtlaltzin
Xiuhtlaltzin fue la primera reina tolteca. Fue una mujer sin linaje alguno sin embargo al destacar como gran conocedora fue esposa de Mitl y la muerte de este en  1035 provocó su elevación al trono, gobernó durante cuatro años pues falleció en 1039.

## Historia
Su esposo Mitl había reinado durante 52 años conforme a la ley que lo establecía como período para cada gobernante teocrático, y satisfecho del amor de sus vasallos, no quiso sujetarse a la ley del reino y ceder a su hijo la corona. Las leyes establecían que a la muerte del rey le sucediese su hijo primogénito estando en edad competente, sin embargo, sus vasallos le suplicaron al príncipe heredero Tepancaltzin les permitiera jurar a la viuda Xiuhtlaltzin por reina y que ella tomase a su cargo su amparo, continuando con el gobierno que había encabezado su esposo. El príncipe no les llevó la contra a sus súbditos y fue el primero que la saludó como reina, diciendo ser feliz vasallo de su madre antes que me hubiese puesto en las sienes la corona del rey.

## Época moderna
En 2011 la escritora mexicana Sandra Sabanero lanzó su libro La Primera Reina Tolteca el cual relata según ella  una novela intensa, donde se narra el sentir de Xiuhtlaltzin, alguien que no teme ser como es y se muestra auténtica, plena, majestuosa.